# オルソマルソ
オルソマルソ（イタリア語: Orsomarso）は、イタリア共和国カラブリア州コゼンツァ県にある、人口約1,200人の基礎自治体（コムーネ）。

## 地理

### 位置・広がり

#### 隣接コムーネ
隣接するコムーネは以下の通り。
- ルングロ
- モルマンノ
- パパジーデロ
- サン・ドナート・ディ・ニネーア
- サンタ・ドメーニカ・タラオ
- サンタ・マリーア・デル・チェドロ
- サラチェーナ
- スカレーア
- ヴェルビカーロ

## 行政

### 分離集落
オルソマルソには、以下の分離集落（フラツィオーネ）がある。
- Bonicose, Buonangelo, Castiglione, Marina di Orsomarso, Molina, Scorpari, Vallementa